# Viktoria und ihr Husar (Operette)
Viktoria und ihr Husar ist eine Operette in einem Vorspiel und drei Akten mit der Musik von Paul Abraham. Das Libretto verfassten Alfred Grünwald und Fritz Löhner-Beda nach einem Bühnenstück von Imre Földes. Das Werk erlebte seine Uraufführung am 21. Februar 1930 im Hauptstädtischen Operettentheater in Budapest. Die deutsche Erstaufführung fand am 7. Juli 1930 am Stadttheater in Leipzig statt. Am 23. Dezember 1930 ging es im Theater an der Wien in Wien zum ersten Mal über eine österreichische Bühne; vielfach wird dieses Datum als Tag der Uraufführung genannt.

## Orchester
Eine Flöte, eine Oboe, zwei Klarinetten, ein Fagott, zwei Hörner, zwei Trompeten, drei Posaunen, eine Tuba, eine Harfe, eine Celesta, eine Hawaii-Gitarre, Schlagzeug und Streicher.

## Handlung

### Ort und Zeit
Die Operette spielt nach dem Ende des Ersten Weltkriegs in einem russischen Gefangenenlager in Sibirien, in Tokio (Japan) und Sankt Petersburg (Russland) und in dem ungarischen Dorf Dorozsma (bei Szeged).

### Vorspiel
Bild: Steppenlandschaft in Sibirien
Stefan Koltay, Rittmeister der Husaren, ist mit seinem Burschen Jancsi in russische Kriegsgefangenschaft geraten. Weil sich die beiden dort einer Gruppe angeschlossen hatten, die eine Gegenrevolution plante, die Verschwörung aber aufflog, wurden sie zum Tode verurteilt und warten nun auf ihre Hinrichtung. Jancsi spielt noch einmal auf seiner Geige eine wehmütige ungarische Melodie. Diese rührt einen der kosakischen Wächter so sehr an, dass er den beiden Ungarn verspricht, sie in Freiheit zu entlassen, wenn er im Gegenzug dafür die Geige erhalte. Stefan Koltay und Jancsi brauchen nicht lange zu überlegen. Nachdem sie die Geige dem Kosaken übergeben haben, verlassen sie sogleich das Gefangenenlager und fliehen nach Japan.

### Erster Akt
Bild: Salon in der US-amerikanischen Botschaft in Tokio
Die Frau des amerikanischen Botschafters John Cunlight, Gräfin Viktoria, war früher einmal mit dem Husarenrittmeister Stefan Koltay verlobt. Lange Zeit hatte sie nach dem Ende des Krieges auf ihn gewartet. Erst als sie die Nachricht erhalten hatte, dass ihr Verlobter gefallen sei, gab sie peu à peu dem Werben John Cunlights nach und heiratete ihn schließlich.
Stefan Koltay ist zu Ohren gekommen, in der amerikanischen Botschaft in Tokio hielten sich einige seiner Landsleute auf, die auf eine Übersiedlung nach Ungarn warteten. Deshalb begibt er sich auch dorthin. Dabei bleibt es nicht aus, dass er nach Jahren der Trennung mit seiner geliebten Viktoria zusammentrifft. Diese stellt ihn ihrem Ehemann unter einem falschen Namen vor. Nebenbei erfährt Koltay, dass der Botschafter nach Sankt Petersburg versetzt worden sei und die Abreise aus Tokio in wenigen Tagen stattfinde. Auch Viktorias Bruder, Graf Ferry, und dessen Verlobte, die Japanerin O Lia San, sind schon in Aufbruchstimmung. John Cunlight ahnt nicht, welches Schicksal seine Frau mit dem neu angekommenen Ungarn verbindet, und bietet Stefan Koltay und seinem Begleiter Jancsi an, unter seinem diplomatischen Schutz mitzukommen. Von Sankt Petersburg aus ließe sich dann bestimmt die Möglichkeit einfädeln, unbeschwert nach Ungarn zu reisen. Jancsi ist überglücklich, hat er sich doch gleich in Viktorias hübsche Zofe Riquette verliebt, und nun kann er in deren Nähe bleiben.

### Zweiter Akt
Bild: Salon in der US-amerikanischen Botschaft in Sankt Petersburg
Als Stefan Koltay und Viktoria einen Moment alleine sind, kommt es zwischen den beiden zu einer offenen Aussprache. Viktoria schildert, wie es zur Ehe mit John Cunlight kam. Stefan bemüht sich, Viktoria zu überreden, mit ihm nach Ungarn zu fliehen. Diese aber ist entschlossen, an ihrer Ehe mit John Cunlight festzuhalten.
Der russische Geheimdienst hat herausbekommen, dass sich der einst in einem sibirischen Gefangenenlager zum Tode verurteilte Stefan Koltay unter falschem Namen in der amerikanischen Botschaft aufhalten soll, und sorgt dafür, dass John Cunlight von der russischen Regierung den Befehl erhält, ihr den Ungarn auszuliefern. Als der Diplomat das Papier in den Händen hält, wird ihm klar, dass seine Frau früher einmal mit Stefan Koltay ein Verhältnis hatte. Trotzdem widersetzt er sich dem russischen Begehren. Weil aber Stefan Koltay glaubt, Viktorias Liebe zu ihm sei inzwischen erloschen, liefert er sich freiwillig den Russen aus. Als Viktoria davon erfährt, bricht sie verzweifelt zusammen. Jetzt wird John Cunlight schmerzlich bewusst, dass die wahre Liebe seiner Frau nicht ihm, sondern immer noch jenem ungarischen Husarenrittmeister gehört.

### Dritter Akt
Bild: Dorfplatz in Dorozsma (Ungarn)
Viktoria ist inzwischen von ihrem Ehemann geschieden worden und nach einer langen Weltreise in ihr Heimatdorf zurückgekehrt, wo sie wieder mit ihrem Bruder Ferry und ihrer früheren Zofe Riquette zusammentrifft. Weil gerade das traditionelle Weinlesefest gefeiert wird und ein alter Brauch es verlangt, dass dabei drei Paare Hochzeit halten, wollen sich an diesem Tag Ferry mit O Lia San und Riquette mit Jancsi vermählen. Es fehlt nur noch ein drittes Paar. Da schlägt Ferry vor, John Cunlight herzubestellen. Er ist ja inzwischen Botschafter in Ungarn und die Hauptstadt ist schließlich nicht weit entfernt. So könnte Viktoria ihren John ein zweites Mal heiraten, wo doch deren Scheidung ohnehin ein Schnellschuss war, den es zu reparieren gälte.
Als John Cunlight eintrifft, ist Viktoria gleich bereit, es noch einmal mit ihm zu versuchen. Doch zu ihrer großen Überraschung taucht auf einmal ihr geliebter Husarenrittmeister auf. Als sie dann auch noch feststellen muss, dass John nicht zornig wird, sondern nur still lächelt, fällt es ihr wie Schuppen von den Augen: Ihr geschiedener Gatte hat alles so arrangiert. Seine Liebe zu ihr ist sogar so groß, dass er alles tat, um sie glücklich zu machen. Aus reinem Edelmut verzichtet er auf sie.
Wie es der alte Brauch verlangt, können sich nun drei glückliche Paare das Jawort geben.

## Musikalische Höhepunkte
- Nach der heißgeliebten Heimat immer es mich zieht
- Ja, so ein Mädel, ungarisches Mädel, geht nicht aus dem Schädel, geht nicht aus dem Sinn
- Du warst der Stern meiner Nacht
- Meine Mama war aus Yokohama
- An der Newa
- Mausi, süß warst du heute Nacht
- Es träumt ein kleines Japanmädel
- Nur ein Mädel gibt es auf der Welt
- Reich mir zum Abschied noch einmal die Hände

## Tonträger
- Querschnitt bei EURODISC mit Margit Schramm, Liselotte Ebnet, Rudolf Schock, Ferry Gruber und den Berliner Symphonikern unter der Leitung von Werner Schmidt-Boelcke
- Musikalische Gesamtaufnahme der Bühnenpraktischen Rekonstruktion (ohne Dialoge) bei OEHMS Classic mit Dagmar Schellenberger, Andreas Steppan, Andreas Sauerzapf, Michael Heim, Jeffrey Treganza, Verena Barth-Jurca, Mörbisch Festival Choir, Mörbisch Festival Orchestra unter der Leitung von David Levi

## Verfilmungen
- 1931: Viktoria und ihr Husar, Regie von Richard Oswald, mit Michael Bohnen[1]
- 1954: Viktoria und ihr Husar. Unter der Regie von Rudolf Schündler spielten die Hauptrollen in dem 95 Minuten dauernden bundesdeutschen Kinofilm: Eva Bartok, Friedrich Schoenfelder, Rudolf Forster, Georg Thomalla und Grethe Weiser. Drehbuch: Egon Eis und Franz Marischka. Das Lexikon des internationalen Films urteilt: „Unter zeitentsprechender Abwandlung des Librettos eine nochmalige Verfilmung der Operette von Paul Abraham. Aus dem roten Ungarn emigrierte Husaren umrahmen bei rauschendem Pusztafest in Hamburg die Wiedersehensgeschichte zwischen einem Exrittmeister und seiner vom Küchenmädchen zum Broadway-Star avancierten Vorkriegsfreundin.“[2]
- 1975: TV-Verfilmung des ZDF mit Tamara Lund, Werner Krenn, Julia Migenes, Kurt Huemer, Bruce Low, Beate Granzow, Helmut Wallner, Benno Kusche. Regie Eugen York.[3][4]